# 영일군 을
영일군 을은 대한민국의 옛 국회의원 선거구이다. 당시 경상북도 영일군의 일부 지역을 관할했다.

## 역사
제헌 국회의원 선거를 앞두고 영일군의 일부 지역을 관할하는 선거구로 신설되었다.
제6대 국회의원 선거를 앞두고 포항시 선거구, 영일군 갑 선거구, 울릉군 선거구와 통합되며 포항시·영일군·울릉군 선거구를 이루게 됨에 따라 폐지되었다.

## 역대 국회의원
| 선거   | 정당 | 정당   | 의원   |
| ------ | ---- | ------ | ------ |
| 1948년 |      | 무소속 | 김익노 |
| 1950년 |      | 무소속 | 김익노 |
| 1954년 |      | 자유당 | 김익노 |
| 1958년 |      | 자유당 | 김익노 |
| 1960년 |      | 자유당 | 김장섭 |
| 1960년 |      | 민주당 | 최해용 |

## 역대 선거 결과

### 대한민국 제헌 국회의원 선거
|  | 42.02% |

|  | 32.03% |

|  | 25.94% |

|  | 0% |

### 대한민국 제2대 국회의원 선거
|  | 20.80% |

|  | 18.16% |

|  | 15.88% |

|  | 15.50% |

|  | 13.19% |

|  | 8.55% |

|  | 4.46% |

|  | 3.42% |

### 대한민국 제3대 국회의원 선거
|  | 72.18% |

|  | 25.08% |

|  | 2.73% |

### 대한민국 제4대 국회의원 선거
|  | 82.31% |

|  | 11.19% |

|  | 6.49% |

|  | 0% |

|  | 0% |

### 1960년 대한민국 재보궐선거
김익노 의원의 의원직 상실로 인해 치러진 1960년 대한민국 재보궐선거에서 자유당 김장섭 후보가 당선되었다.

### 대한민국 제5대 국회의원 선거
|  | 20.99% |

|  | 14.58% |

|  | 13.28% |

|  | 11.98% |

|  | 11.33% |

|  | 9.14% |

|  | 8.85% |

|  | 4.42% |

|  | 3.03% |

|  | 1.57% |

|  | 0.77% |